# Règle du dt
La règle du dt (néerlandais: dt-regel) est une des règles de base de l'orthographe néerlandaise dans la morphologie des verbes. Elle concerne la forme du verbe dans la conjugaison. Pourtant, il arrive souvent que les néerlandophones ne la respectent pas, cette faute d'orthographe s'appelant dt-fout (« faute dt »). Elle est due à une interférence entre la prononciation, ce que le locuteur entend, et l'orthographe, ce qu'il doit écrire.

## Indicatif présent
En néerlandais, la deuxième et la troisième personne du singulier de l'indicatif présent des verbes réguliers se construisent en ajoutant au thème morphologique du verbe la terminaison -t. Le thème correspond à la forme de l'infinitif sans sa terminaison -en : le radical du verbe kijken (regarder) est donc kijk-. Ensuite, il faut ajouter la terminaison -t afin d'obtenir la forme jij kijkt (« tu regardes ») ou hij kijkt (« il regarde »). Cette règle de base connaît quelques exceptions.
1. Inversion au début de la phrase : en néerlandais, l'interrogation se construit en plaçant le verbe conjugué devant son sujet. La terminaison -t disparaît alors à la deuxième personne du singulier : la phrase affirmative je verkoopt groenten in Frankrijk (« Vous vendez des légumes en France ») devient la phrase interrogative Verkoop je groenten in Frankrijk? (« Vendez-vous des légumes en France ? »). Un problème fréquent est la confusion provoquée par un verbe dont le thème se termine en d : vinden « trouver ». Comme la prononciation du néerlandais connaît le dévoisement final, un d se prononce toujours t s'il est la dernière lettre d'un mot ou le radical du verbe. De plus, le d du radical ne se prononce de même pas aux deuxième et troisième personnes et se prononce [t] à la première personne du singulier : ik vind, jij vindt, hij vindt, u vindt ( « je trouve, tu trouves, il trouve, vous trouvez »). Les néerlandophones écrivent souvent Vint/Vindt ik ou Vindt jij des graphies correctes : Vind ik et Vind jij. La forme u vindt devient vindt u, la troisième personne du singulier étant aussi la forme de politesse.
2. Verbes irréguliers :  les verbes irréguliers néerlandais hebben, zijn, kunnen, mogen, willen, zullen (« avoir, être, pouvoir, pouvoir, vouloir », zullen servant aussi de verbe auxiliaire du futur), dits verbes modaux, suivent tous des paradigmes qui diffèrent des verbes réguliers, et la règle du dt ne s'applique pas au singulier. En revanche, la chute de la terminaison -t, à la forme interrogative de la deuxième personne (exception 1), demeure : jij hebt « tu as » devient heb jij? « As-tu? ».

## Indicatif imparfait
Comme toutes les autres langues germaniques, le néerlandais comporte deux classes morphologiques principales de verbes : les verbes forts et les verbes faibles. À l'indicatif imparfait, la règle du dt ne s'applique pas pour les verbes forts.
Les verbes faibles, en revanche, ont deux paradigmes pour l'imparfait soumis à la règle du dt : thème + te + terminaison et thème + de + terminaison. Si le thème du verbe se termine par une consonne sourde, il suit le paradigme en -te. S'il se termine par une consonne sonore, il suit le paradigme en -de. Un moyen mnémotechnique pour identifier les consonnes sourdes est qu'elles se trouvent dans les mots ’t kofschip, ’t fokschaap et taxi.
Exemples des deux paradigmes :
1. typen « dactylographier » → le radical se termine par une de ces lettres, donc typ-te ;
2. wandelen « se promener » → le radical ne se termine pas par une de ces lettres, donc wandel-de.

Cette règle compte également quelques exceptions.
1. Dévoisement final :  tous les verbes se terminant par une consonne sonore sont soumis au dévoisement final. Les consonnes sonores se prononcent sourdes en fin de mot. Puisque c'est le thème de l'infinitif présent qui détermine le paradigme de la conjugaison, le paradigme ne tient pas donc compte du dévoisement : Dans verhuizen « déménager », le radical de l'infinitif est verhuiz- et se termine par z, une consonne sonore. La consonne devient sourde en finale et aboutit à la forme de base pour l'imparfait, verhuis-. La terminaison -de donne verhuisde, la forme de l'imparfait au singulier.
2. Règle du dédoublement orthographique de la consonne finale du radical : certains verbes ont un radical qui se termine par une consonne double dans l'orthographe. Dans ce cas, le redoublement orthographique est supprimé avant l'ajout de la terminaison. Cette règle s'applique aussi pour l'indicatif présent : zetten « mettre » → le groupe tt du radical est dédoublé en t, ce qui donne zet-. Ensuite s'ajoute la terminaison du paradigme approprié : -te, aboutissant à la forme zette. Si la consonne n'était pas redoublée, la forme n'aurait pas de sens, le mot zete n'existant pas en néerlandais.
3. Règle du redoublement orthographique (allongement) de la voyelle du radical :  certains verbes comme praten « parler », maken « faire » n'ont qu'une voyelle dans leur thème, qui se prononce longue. L'orthographe de cette voyelle longue dépend du type de syllabe. En syllabe ouverte, qui se termine par la voyelle, la voyelle longue peut s'écrire avec 'une lettre unique :  praten à l'infinitif. En syllabe fermée, qui se termine par une consonne, la voyelle longue se note par une lettre double : ik praatte à l'imparfait. Une lettre simple en syllabe fermée indique, en effet, une voyelle brève : zetten à l'infinitif, ik zette à l'imparfait.
4. Exception dans la conjugaison des verbes forts : les formes conjuguées des verbes forts ne prennent aucune terminaison au singulier : ik liep, jij liep, hij liep « je courais, tu courais, il courait ». Le néerlandais connaît toutefois le pronom personnel archaïque gij (équivalent de « vous » mais maintenant utilisé avec la valeur de « tu » dans les dialectes flamands), qui réclame la terminaison -t. Ainsi, la forme archaïque est gij liept. Cette forme ne s'entend plus mais peut apparaître dans les vieux textes.

## Indicatif passé composé
Dans l'indicatif passé composé, le néerlandais distingue également entre les verbes forts et faibles. Le paradigme du participe passé des verbes faibles est ge + thème du verbe + t/d. La règle du dt vaut uniquement pour le participe passé, les deux verbes auxiliaires, hebben et zijn (« être » et « avoir ») suivant d'autres paradigmes. La forme du participe passé est de nouveau déterminée par le voisement de la consonne finale du thème.
Après une consonne sourde, le participe passé prend la terminaison -t, et après une consonne sonore, la terminaison -d, selon les mêmes règles qu'à l'imparfait. Les exceptions 1, 2 et 3, énoncées dans la section sur l'indicatif imparfait, s'appliquent aussi pour le passé composé.
Un verbe comme pakken devient gepakt. Un verbe comme wandelen devient gewandeld.

## Sources
- http://www.assistantplus.com/la_regle_du_dt_en_neerlandais_resumee
- http://www.taaltelefoon.be/d-dt-t
- http://taalunieversum.org/inhoud/spelling-hulpmiddelen/brochure-spelling-de-regels-op-een-rij